# Nicànor (assassí)
Nicànor  (en grec Νικάνωρ) va ser un grec nascut a Celesíria assassí de Seleuc III Ceraune conjuntament amb un gal anomenat Apaturius.
L'assassinat es va produir durant l'expedició que va fer Seleuc III Ceraune contra el rei Àtal I de Pèrgam l'any 222 aC. Després del crim va ser capturat i executat per ordre d'Aqueu, el general i príncep selèucida.